# غونزاليس كوكيز

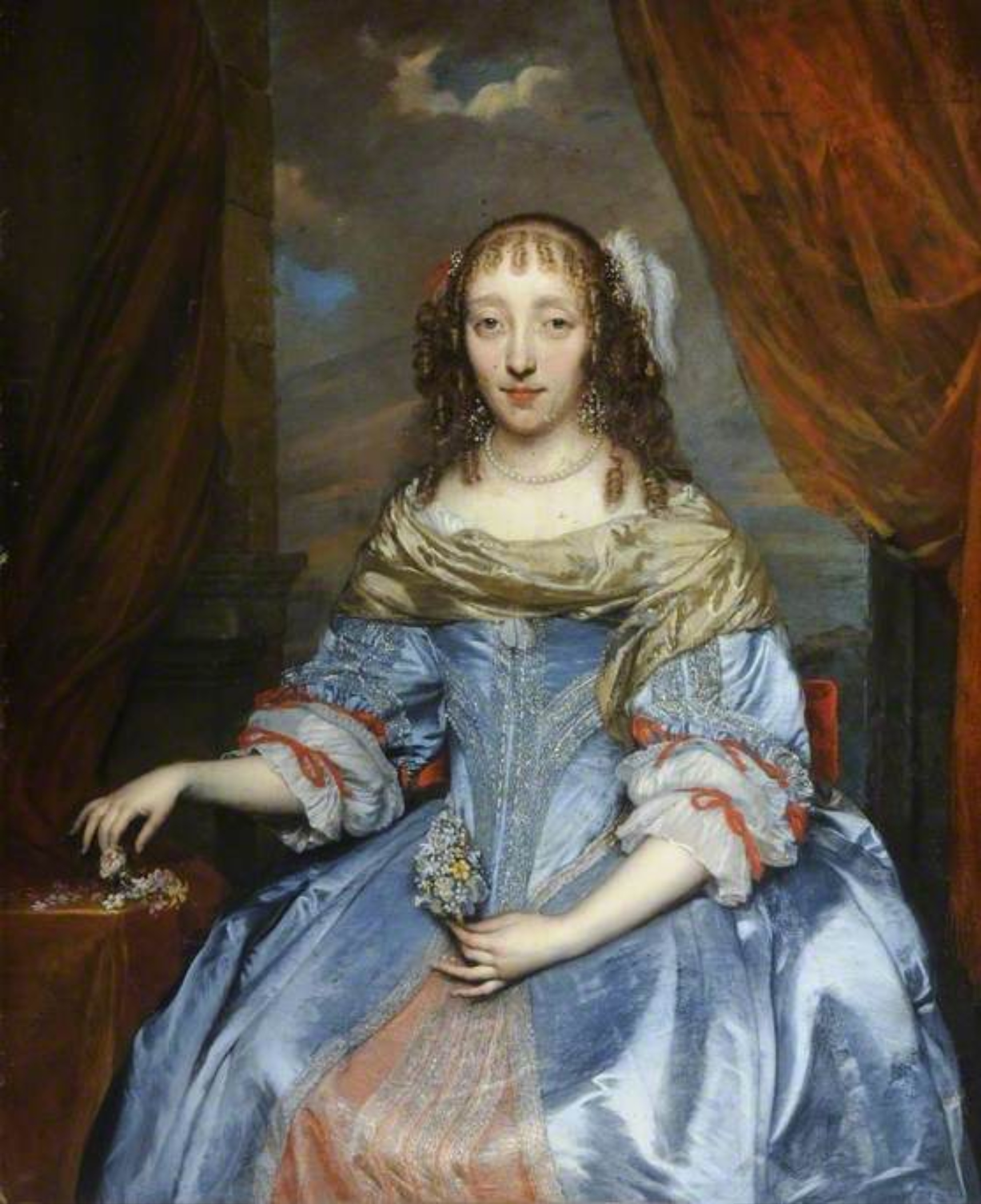
سيدة في فستان الساتان الأزرق

غونزاليس كوكيس  (مواليد 1614 أو1618 - 18 أبريل 1684) كان رسامًا فلمنكيًا للصور الشخصية واللوحات التاريخية .  بسبب قربه الفني ومضاهاته أنتوني فان دايك حصل على لقب (فان دايك الصغير). عمل كوكيس أيضًا كتاجر فني . 

## حياة
ولد في أنتويرب وهو ابن بيتر ويليمسن كوك وآن بايز. ليس هناك تاريخ دقيق لميلاده. تتراوح التقديرات بين ق. 8 ديسمبر 1614، وهو التاريخ الذي تم فيه تعميد غونزالا كوك في كنيسة القديس جورج في أنتويرب و1618، التاريخ تحت الصورة المنقوشة في كتاب السيرة الذاتية كورنيليس دي بي خزانة هيت غولدن سنة1661. التاريخ اللاحق أقل احتمالًا منذ أن بدأ كوكيس تدريبه المهني في عام 1626. 

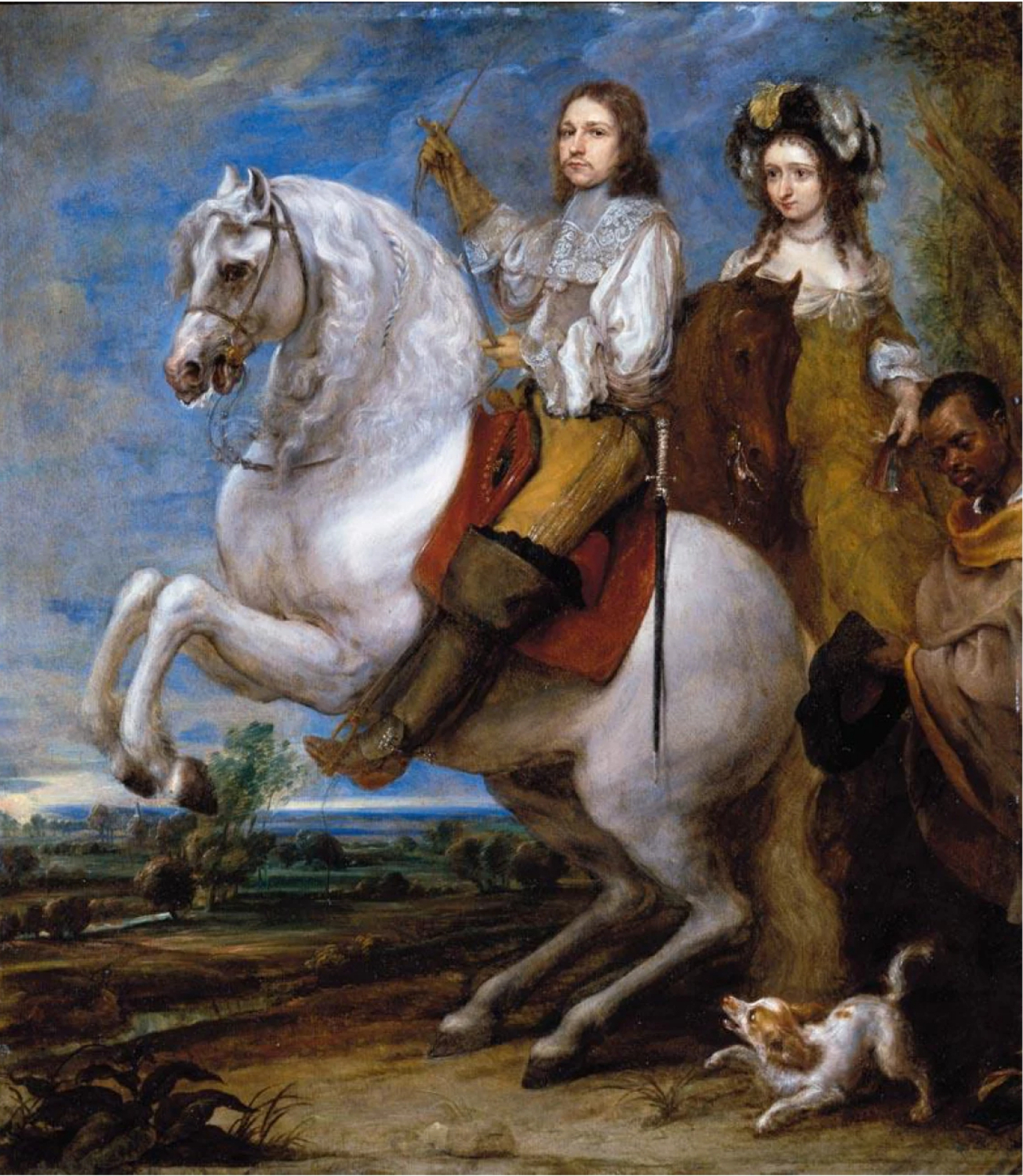
كوكيس صورة الفروسية للزوجين

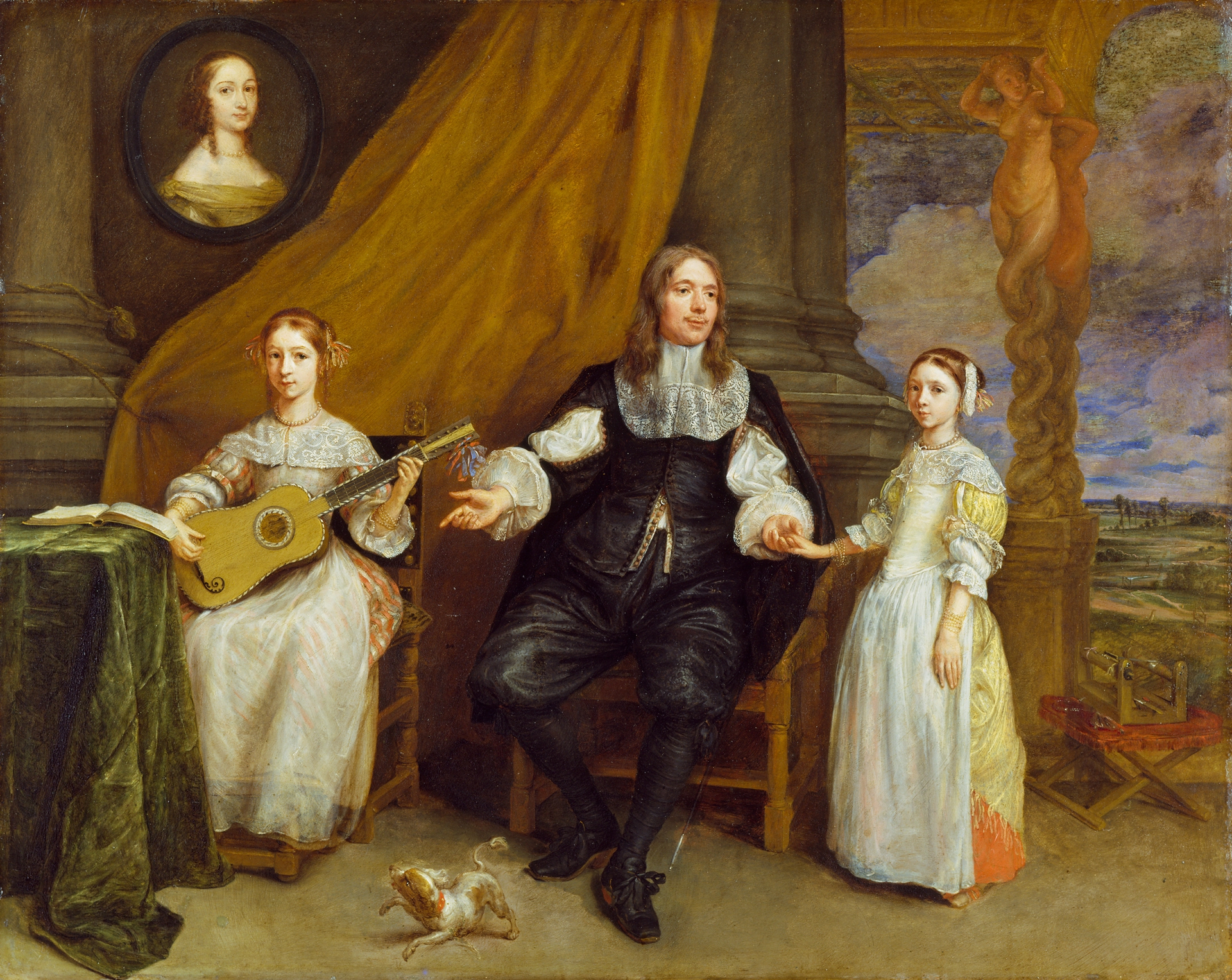
رجل مع ابنتيه

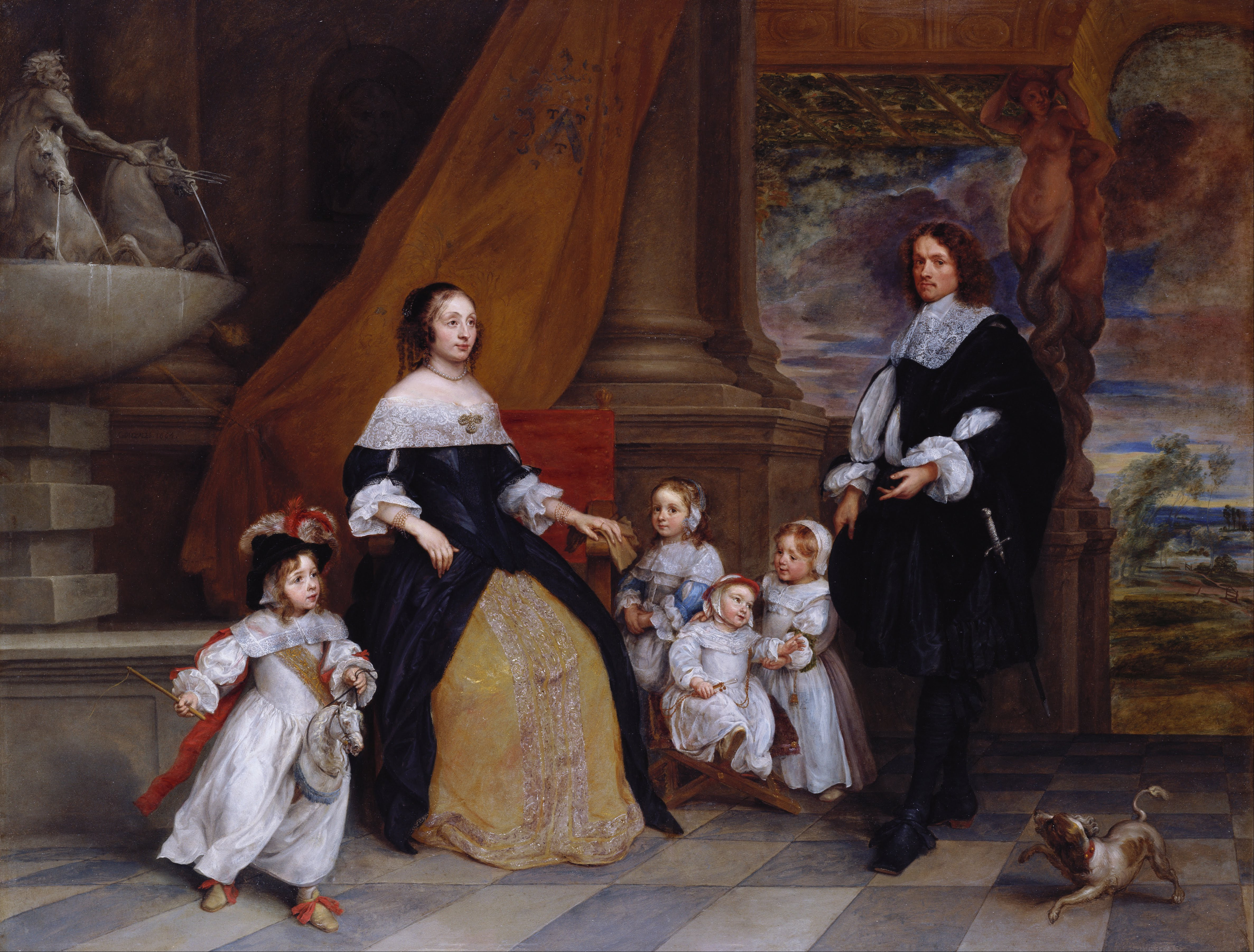
عائلة جان بابتيستا أنطوان

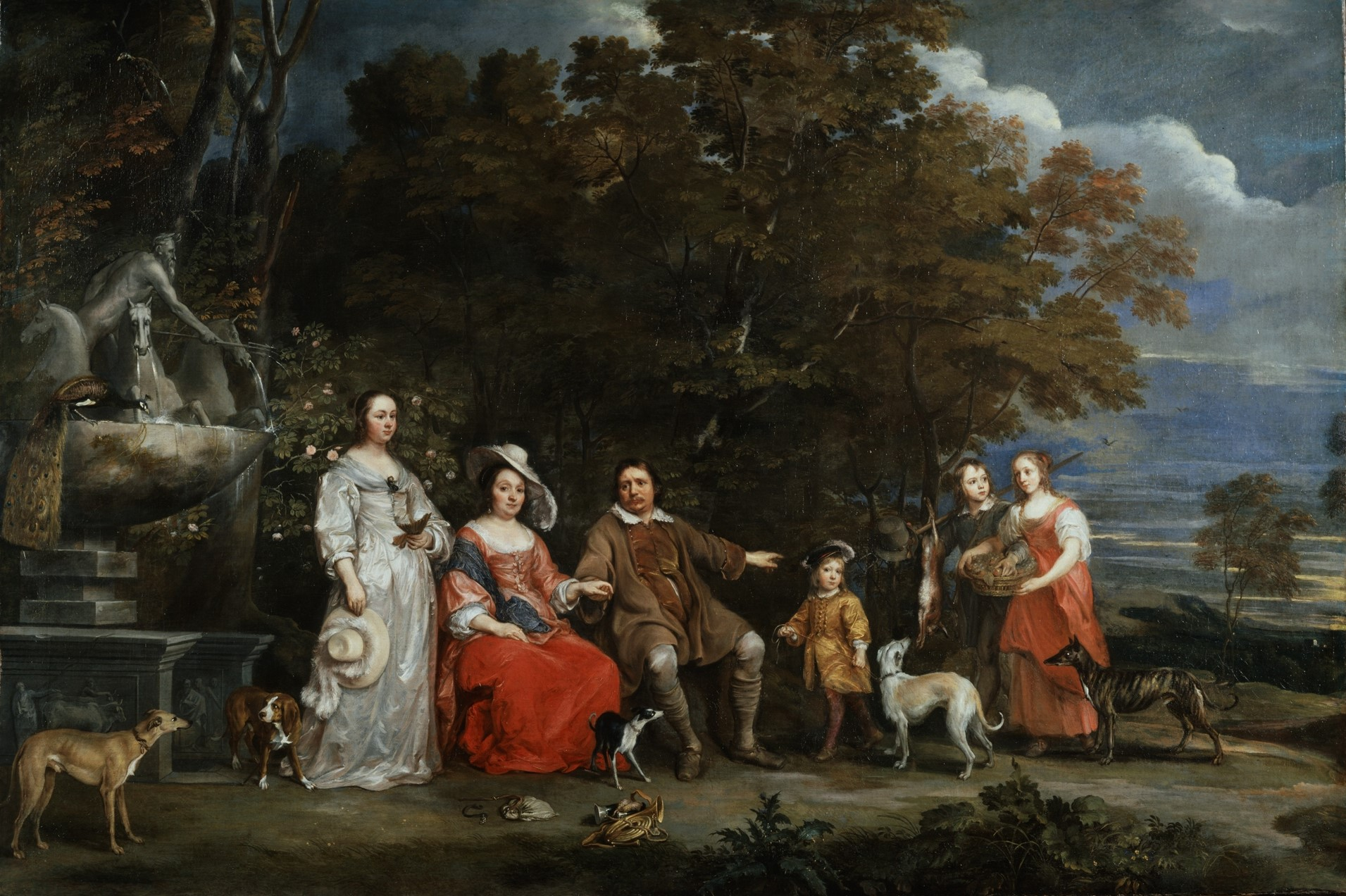
مجموعة عائلية في المناظر الطبيعية

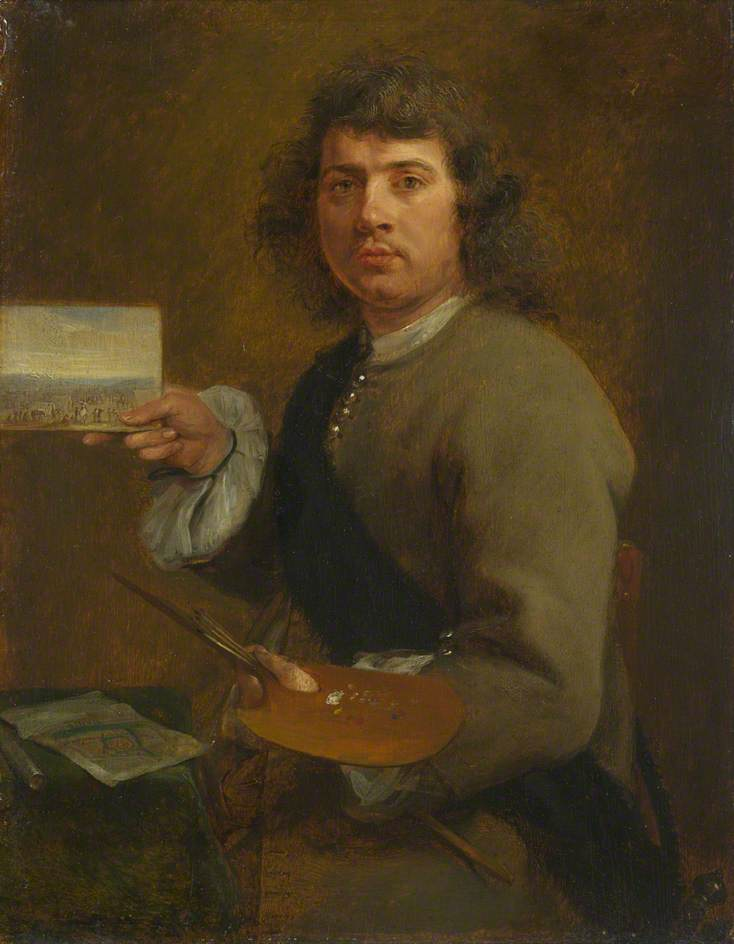
البصر (صورة لروبرت فان دن هوكي)

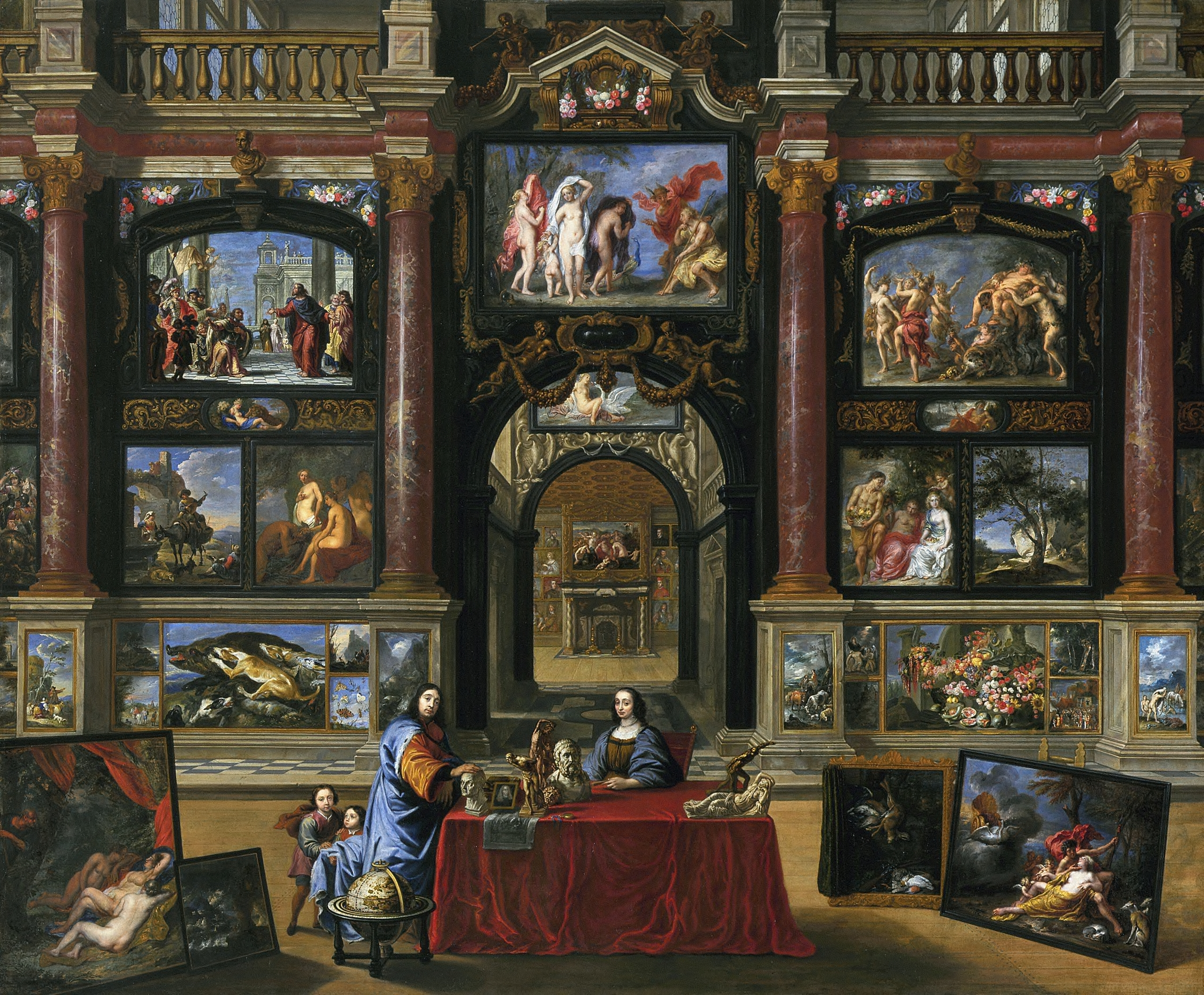
الداخلية مع الشخصيات في معرض الصور

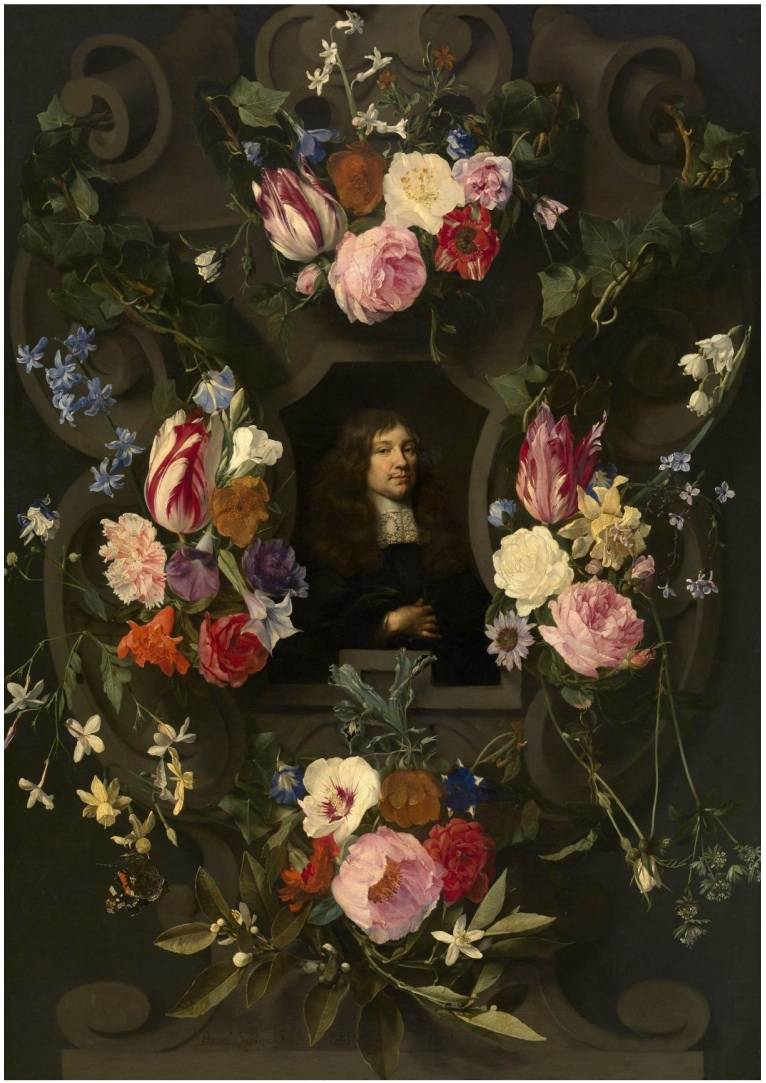
صورة لرجل في إكليل ، مع دانييل سيغيرز

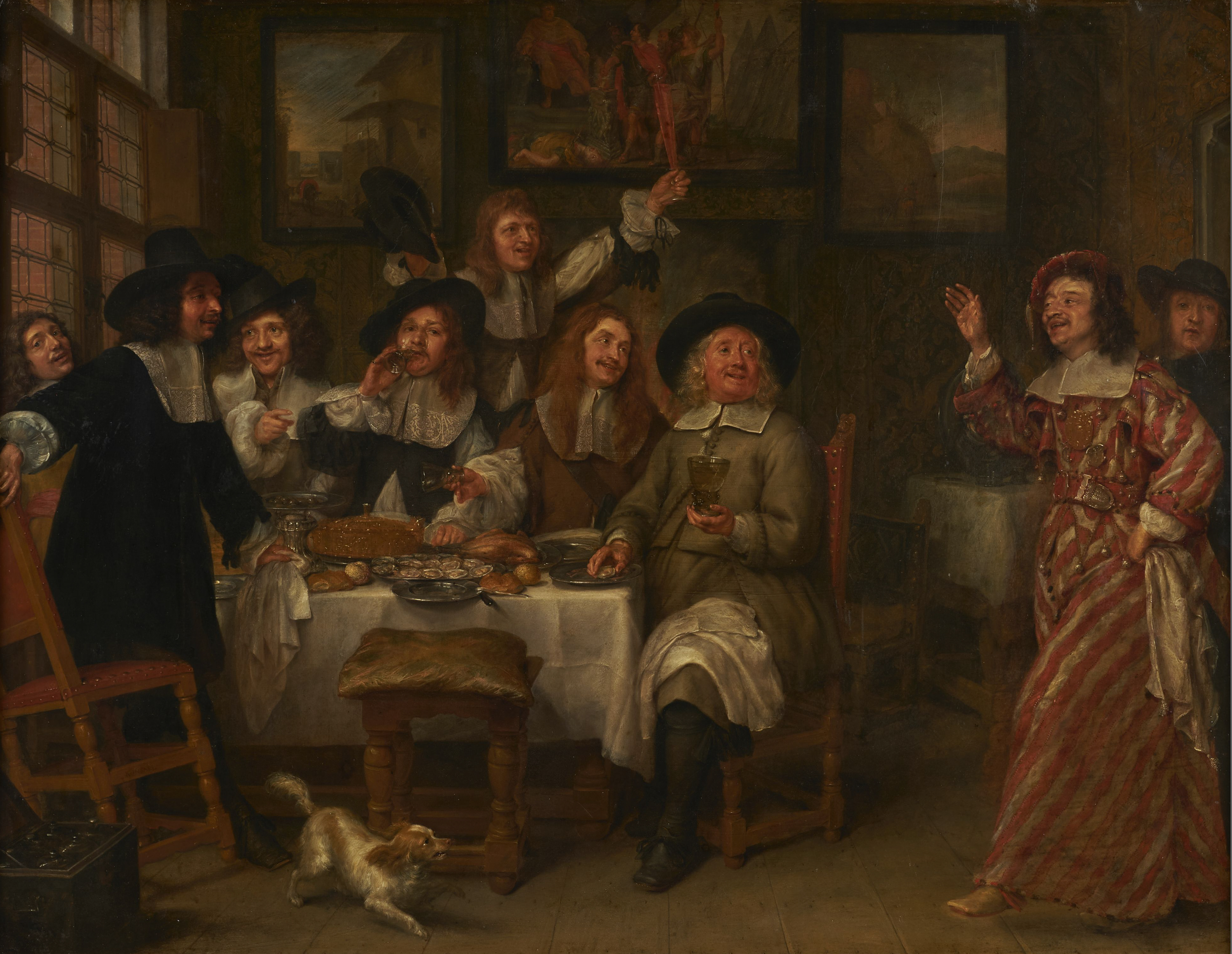
عشاء الفنانين

## ملحوظات
1. ↑  مذكور في: فنانو معهد هولندا لتاريخ الفن. مُعرِّف فناني معهد هولندا لتاريخ الفن (RKDartists): 18264. العنوان: Gonzales Coques. لغة العمل أو لغة الاسم: الهولندية.
2. 1 2  مذكور في: قاموس بينيزيت للفنانين. مُعرِّف قاموس "بينيزيت" للفنانين (Benezit): B00042008. العنوان: Gonzalès Coques. الناشر: دار نشر جامعة أكسفورد. لغة العمل أو لغة الاسم: الإنجليزية. تاريخ النشر: 2006.
3. 1 2  مذكور في: موسوعة بروكهوس. مُعرِّف موسوعة بروكهوس على الإنترنت: coques-gonzales. باسم: Gonzales Coques. الوصول: 9 أكتوبر 2017. لغة العمل أو لغة الاسم: الألمانية.
4. ↑  مُعرِّف فناني معهد هولندا لتاريخ الفن (RKDartists): 18264. مذكور في: فنانو معهد هولندا لتاريخ الفن. الوصول: 8 يونيو 2020. لغة العمل أو لغة الاسم: الهولندية.
5. ↑  "Coques [Cocks; Cox], Gonzales". Grove Art Online. 12 يناير 2018. DOI:10.1093/GAO/9781884446054.ARTICLE.T019403.
6. ↑  مذكور في: IdRef. مُعرِّف النظام الجامعي للتوثيق (IdRef): 127107908. الوصول: 12 مايو 2020. الناشر: وكالة الفهرسة للتعليم العالي. لغة العمل أو لغة الاسم: الفرنسية.
7. ↑  مذكور في: أرشيف الفنون الجميلة. معرف شخص في أرشيف الفنون الجميلة: 160098. الوصول: 1 أبريل 2021.
8. 1 2  "Portretminiatuur van Jan van Nassau-Siegen". 1625. اطلع عليه بتاريخ 2022-01-23.
9. ↑  الوصول: 4 مايو 2021. وصلة مرجع: https://www.fine-arts-museum.be/nl/de-collectie/artist/coques-gonzales-1.
10. ↑  "Portretminiatuur van Maria". 1650. اطلع عليه بتاريخ 2022-01-23.
11. ↑  وصلة مرجع: https://gallica.bnf.fr/ark:/12148/bpt6k6227300f/f156.item.
12. ↑  "مجموعة بويجمانز على الإنترنت". اطلع عليه بتاريخ 2024-04-19.
13. ↑  Name variations: Gonzalve Coc, Gonsaeles Cocx, Gonzales Coquez, Gonsalo Kocks, Gonsael Kockque, registered in the Guild of Saint Luke as Gonzales Cocx
14. ↑  Veronique van Passel, "Coques [Cocks; Cox], Gonzales [Consael; Gonsalo]", Grove Art Online. دار نشر جامعة أكسفورد, [accessed 4 October 2015.
15. ↑  Ursula Härting, Review of Marion Lisken-Pruss, Gonzales Coques (1614-1684). Der kleine Van Dyck (Pictura Nova. Studies in 16th- and 17th- Century Flemish Painting and Drawing XIII). Turnhout: Brepols 2013. 495 pp, 29 col. pls, 120 b&w illus. (ردمك 978-2-503-51568-7), in: historians of netherlandish art, Newsletter and Review of Books Vol. 30, No. 2, November 2013, pp. 46–47
16. ↑  Gonzales Coques at the Netherlands Institute for Art History باللغة الهولندية نسخة محفوظة 2023-01-13 على موقع واي باك مشين.